# شهرک بهاران
|                    | کشور                                     | ایران |
| استان              | کردستان                                  |       |
| شهر                | سنندج                                    |       |
| نام                | شهرک بهاران                              |       |
| منطقه شهری         | شهرداری ناحیه ویژه بهاران (منطقه ۴)      |       |
| جمعیت              | ۱۸۰٬۰۰۰ نفر                              |       |
| محلات              | محلات (۴/۱۹)،(۳/۱۹)،(۲/۱۹)،(۱/۱۹)،(۱/۱۷) |       |
| پیش‌شماره محلی تلفن | ۰۸۷                                      |       |

شهرک بهاران سنندج بزرگترین شهرک‌ مسکونی غرب کشور و جز شهرداری ناحیه ویژه بهاران (منطقه ۴) شهرداری سنندج است. به محلات (۳/۱۹)،(۲/۱۹)،(۱/۱۹)،(۱/۱۷)،(۴/۱۹)، تقسیم شده‌است و جمعیت بالغ بر ۱۸۰٬۰۰۰ نفر را داراست گسترش این شهرک درمحل روستای قرادیان و زمین های کشاورزی اطراف آن در اوایل دهه ۷۰ آغاز شد و بسیاری از تعاونی های مسکن دولتی اقدام به واگذاری زمین کردند و جمعیت زیادی را از داخل شهر به سمت خودکشید.

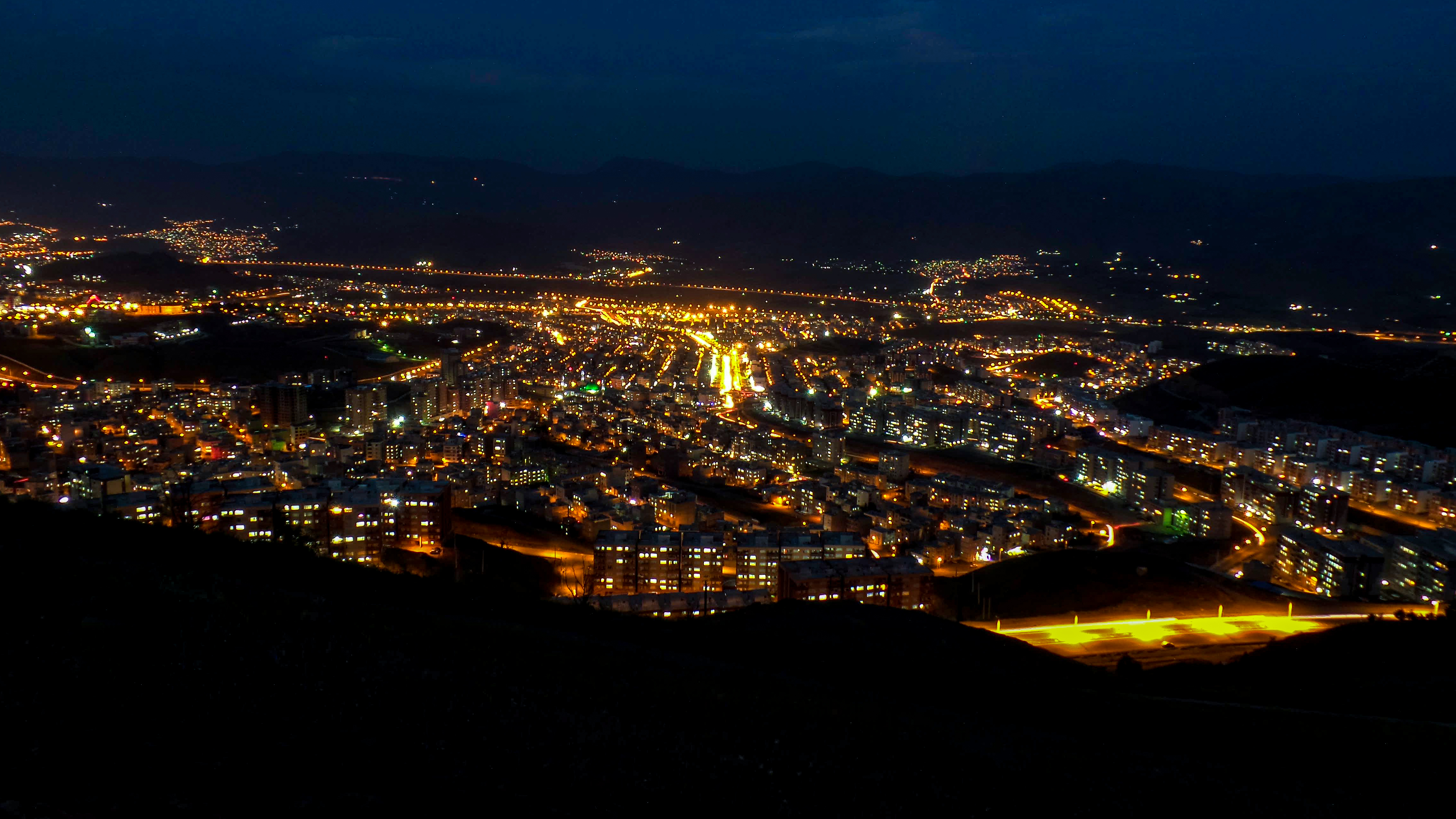
شهرک بهاران در شب

شهرک «بهاران» یکی از شهرکهای اقماری در سنندج است؛ در کنار شهرک ویلاشهر و شهرک زاگرس قرار گرفته است که جمعیت آن روزبه‌روز در حال افزایش است، اما امکانات و خدمات در این شهرک با رشد جمعیت رشد زیادی نکرده‌است.

## محله‌های شهرک بهاران
- بابان(۱/۱۹)
- بادینان(۲/۱۹)
- گوران(۳/۱۹)
- سوران(۴/۱۹)
- اردلان(۱/۱۷)

## مراکز خرید
- سنه سنتر (بزرگترین مرکز خرید غرب ایران)
- ساناشار
- بهاران مال (در حال ساخت)

## مراکز آموزشی
- دانشگاه کردستان
- دانشگاه پیام نور مرکز سنندج
- مرکز تخصصی علوم اسلامی امام شافعی (رض)
- دانشگاه جامع علمی کاربردی سنندج

## مراکز دینی
- مسجد جامع قبا 
(یکی از مهم‌ترین مساجد اهل سنت ایران)
- مسجد نبی الله (ص)
- مسجد سراج